# Australobolbus obscurius
Australobolbus obscurius är en skalbaggsart som beskrevs av Blackburn 1904. Australobolbus obscurius ingår i släktet Australobolbus och familjen Bolboceratidae. Inga underarter finns listade.